# Avro Manchester
Avro 679 Manchester je bil britanski dvomotorni težki bombnik, ki ga je razvil Avro med 2. svetovno vojno. Uporabljali sta ga Kraljeve letalske sile (RAF) in Kraljeve kanadske letalske sile (RCAF). Posebnost Manchestra je, da je za pogon uporabljal   X-motorja in sicer dva 24-valjna Rolls-Royce Vulture. Kljub 1760 konjskim silam vsak, sta bila motorja za to letalo prešibka in nezanesljiva. Manchester je imel bombni tovor slabih pet ton, kar je bilo sorazmerno veliko za dvomotorni bombnik tistega časa. Proizvodnja Manchestra je trajala samo dve leti in obsegala okrog 200 letal. Je bil Manchester predhodnik zelo uspešnega Avro Lancastra.

## Specifikacije (Manchester Mk I)
Podatki iz Aircraft of the Royal Air Force 1918-57, Avro Aircraft since 1908
Splošne karakteristike
- Posadka: 7
- Dolžina: 70 ft (21,34 m)
- Razpon kril: 90 ft 1 in (27,46 m)
- Višina: 19 ft 6 in (5,94 m)
- Površina kril: 1131 ft² (105,1 m²)
- Teža praznega letala: 31200 lb (14152 kg)
- Maks. vzletna teža: 50000 lb (22680 kg)
- Pogon letala: 2 ×  24-valjni X-motor Rolls-Royce Vulture I, 1760 KM (1310 kW)  vsak

 Zmogljivost 
- Maks. hitrost: 265 mph (230 vozlov, 426 km/h) na višini 17000 čevljev (5180 m)
- Doseg: 1200 milj (1930 km) z maks. bojnim tovorom
- Višina leta: 19200 ft (5852 m)

Oborožitev

- Strelno orožje: 8 × 7,7 mm M1919 Browning strojnic
- Bombe: Do 4695 kg bomb